# Нива (Вологодская область)
Нива — деревня в Кичменгско-Городецком районе Вологодской области.
Входит в состав Кичменгского сельского поселения, с точки зрения административно-территориального деления — в Пыжугский сельсовет.
Расстояние до районного центра Кичменгского Городка по автодороге составляет 13 км. Ближайшие населённые пункты — Чупово, Сергеево, Югский.
Население по данным переписи 2002 года — 15 человек.